# Luftpolstertasche

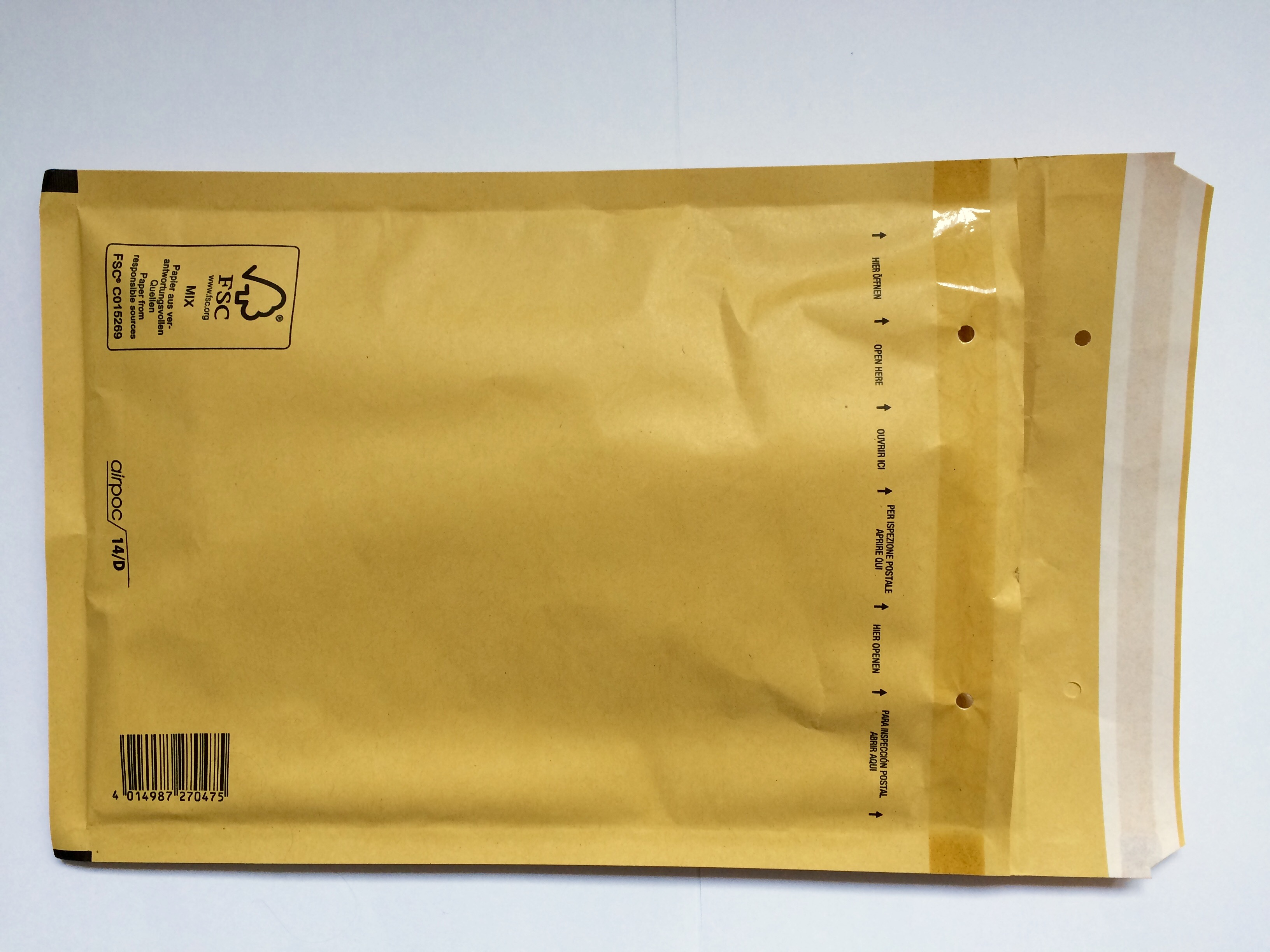
Luftpolstertasche mit Haftklebung

Eine Luftpolstertasche ist eine Versandtasche aus Papier, die im Inneren mit einer Luftpolsterfolie wattiert ist. Sie wird verwendet, um stoßempfindliche Waren, wie z. B. CDs oder Speicherkarten, zu versenden. Durch die Luftpolsterfolie wird zudem ein Verrutschen der Ware innerhalb der Versandtasche während des Transportes verhindert. Die Öffnung der Versandtasche befindet sich an der kurzen Seite des Papierumschlages.

## Varianten

### Formate
Die gängigen Formate der Luftpolstertaschen haben folgende Abmessungen:
| Größe | Außenmaße (mm) | Innenmaße (mm) |
| ----- | -------------- | -------------- |
| CD    | 200 × 175 mm   | 180 × 165 mm   |
| A/1   | 120 × 175 mm   | 100 × 165 mm   |
| B/2   | 140 × 225 mm   | 120 × 215 mm   |
| C/3   | 170 × 225 mm   | 150 × 215 mm   |
| D/4   | 200 × 275 mm   | 180 × 265 mm   |
| E/5   | 240 × 275 mm   | 220 × 265 mm   |
| F/6   | 240 × 350 mm   | 220 × 340 mm   |
| G/7   | 250 × 350 mm   | 230 × 340 mm   |
| H/8   | 290 × 370 mm   | 270 × 360 mm   |
| I/9   | 320 × 450 mm   | 300 × 440 mm   |
| K/10  | 370 × 480 mm   | 350 × 470 mm   |

### Verschlussmöglichkeiten
Klammerverschluss

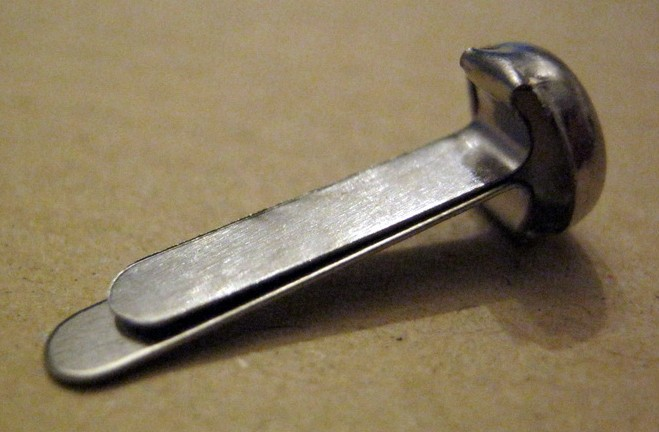
Musterklammer für Klammerverschluss

Lochung für Klammern (Waren- und Büchersendungen)
Adhäsionsverschluss
Haftverschluss, der mehrfach geöffnet und verschlossen werden kann
Haftklebung
Selbstklebender Haftstreifen zum Abziehen